# Liste der Biografien/Briz
Liste der Biografien |
Portal Biografien |
Personensuche
# |
A |
B |
C |
D |
E |
F |
G |
H |
I |
J |
K |
L |
M |
N |
O |
P |
Q |
R |
S |
T |
U |
V |
W |
X |
Y |
Z |
?
 
Ba |
Be |
Bd |
Bg |
Bh |
Bi |
Bj |
Bl |
Bm |
Bn |
Bo |
Br |
Bs |
Bu |
Bw |
By |
Bz
 
Bra |
Brc |
Brd |
Bre |
Brg |
Bri |
Brj |
Brk |
Brl |
Brn |
Bro |
Brp–Brt |
Bru |
Brv |
Bry |
Brz
 
Bria |
Brib |
Bric |
Brid |
Brie |
Brif |
Brig |
Brij |
Brik |
Bril |
Brim |
Brin |
Brio |
Briq |
Brir |
Bris |
Brit |
Briv |
Briw |
Brix |
Briz
Die Liste der Biografien führt alle Personen auf, die in der deutschsprachigen Wikipedia einen Artikel haben. Dieses ist eine Teilliste mit 29 Einträgen von Personen, deren Namen mit den Buchstaben „Briz“ beginnt.

## Briz

### Briza
- Briza, Markus (* 1979), österreichischer Fußballspieler
- Bříza, Petr (* 1964), tschechischer Eishockeytorwart und -funktionär
- Brizan, George (1942–2012), grenadischer Politiker
- Brizard (1721–1791), französischer Schauspieler
- Brizard, Gabriel (1744–1793), französischer Parlamentsadvokat, Geschichtsforscher und Schriftsteller

### Brize
- Brizé, Stéphane (* 1966), französischer Schauspieler, Regisseur und DrehbuchautorStéphane Brizé (* 1966)

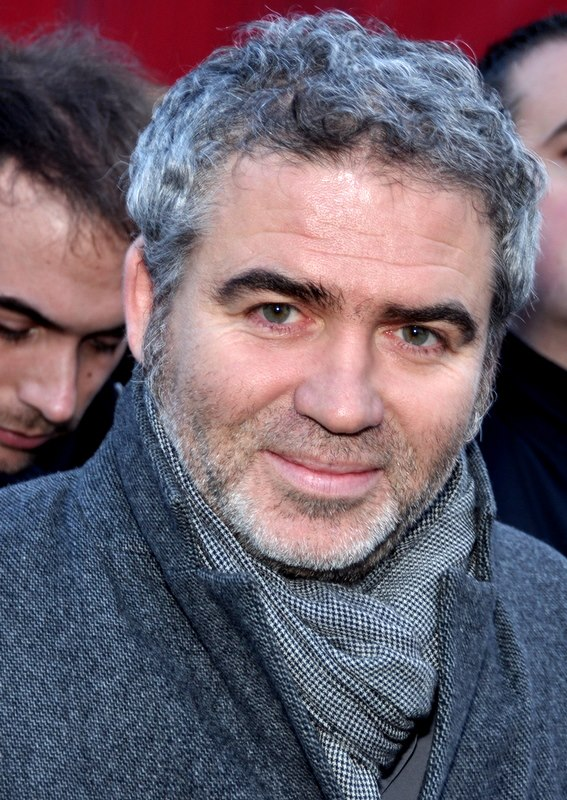
Stéphane Brizé (* 1966)

- Brizemur, Romain (* 1970), französischer Gitarrist
- Brizendine, Louann (* 1952), US-amerikanische Hochschullehrerin
- Brizeux, Auguste (1803–1858), französischer Schriftsteller

### Brizg
- Brizgys, Vincentas (1903–1992), litauischer katholischer Bischof

### Brizi
- Brizi, Giuseppe (1942–2022), italienischer Fußballspieler und -trainer
- Brizio, Anna Maria (1902–1982), italienische Kunsthistorikerin
- Brizio, Edoardo (1846–1907), italienischer Klassischer Archäologe und Prähistoriker
- Brizio, Giuseppe († 1604), italienisch-polnischer Architekt

### Brizo
- Brizola, Leonel de Moura (1922–2004), brasilianischer Politiker
- Břízová, Eva (* 1942), tschechoslowakische Skilangläuferin

### Brizu
- Brizuela de Ávila, María Eugenia (* 1965), salvadorianische Politikerin
- Brizuela, Hugo (* 1969), paraguayischer Fußballspieler
- Brizuela, Isaác (* 1990), mexikanischer Fußballspieler
- Brizuela, Leopoldo (1963–2019), argentinischer Schriftsteller
- Brizuela, Samanta (* 1989), argentinische Handballspielerin

### Brizz
- Brizzi, Alberto (* 1984), italienischer Tennisspieler
- Brizzi, Anchise (1887–1964), italienischer Kameramann
- Brizzi, Antonio (1770–1854), italienischer Opernsänger (Tenor) und Gesangspädagoge
- Brizzi, Bruno (* 1933), Schweizer Fussballspieler
- Brizzi, David (* 1990), deutsch-italienischer Schauspieler
- Brizzi, Karl (1822–1878), deutscher Maler
- Brizzi, Simona (* 1973), Schweizer Politikerin der Sozialdemokratischen Partei (SP)
- Brizzolara, Luigi (1868–1937), italienischer Bildhauer